# لیسی (آرکانزاس)
لیسی (به انگلیسی: Lacey) یک منطقهٔ مسکونی در ایالات متحده آمریکا است که در شهرستان درو، آرکانزاس واقع شده‌است. لیسی ۶۴٫۰۱ متر بالاتر از سطح دریا واقع شده‌است.